# 小倉智昭
小倉 智昭（おぐら ともあき、1947年〈昭和22年〉5月25日 ‐ 2024年〈令和6年〉12月9日）は、日本のフリーアナウンサー、タレント、総合司会者、ラジオパーソナリティ、実業家。東京12チャンネル（現：テレビ東京）元アナウンサー。元オーケープロダクション取締役で、のちにオールラウンドに移籍。株式会社バイオテクニカ代表取締役社長、株式会社PTP社外取締役。

## 来歴

### 生い立ち、教育、学生時代の活動
帝国石油の技術者だった父親（日本配管工業元取締役の小倉勇）と、鹿児島市出身の母親のもと、当時の父の赴任先だった秋田県 で第一子長女である姉に次ぐ第二子長男として生まれた。
祖父は宮大工。外祖父・玉利伝十は台湾日日新報社の記者で、孫文とも面識があった。小学2、3年生の時に東京・新宿へ移り、高清水小4年生から再び秋田へ。中学進学後再び東京へ移った。
世田谷区立梅丘中学校出身。「友達を多くつくるために、勉強よりも体を鍛えること」という父親の方針のもとで育ち、子供の頃からスポーツ好きだった。そのため陸上競技の記録を伸ばすことばかり夢中になり、成績は体育だけが跳び抜けて良く、それ以外は平凡なものであった。陸上では世田谷区大会で優勝したことがある。中央大学附属高等学校では陸上部に所属。高校生時代は100m走で10秒9の記録を出したこともある。ある日父が学校に「陸上部辞めたら学校も辞めなければいけないんでしょうか」と相談しに来たことを聞き、これをきっかけに勉強と陸上の両方を頑張るようになった。大学進学時、そのまま中央大学に進学するものと思われていたが「スペイン語を学びたい」と言い出し、また中央大学には「陸上部で嫌いだった先輩が行ったから」という理由で進学せず、上智大学を受験するも不合格。最終的に獨協大学外国語学部フランス語学科へ進学した。獨協大学でも陸上部に所属し陸上競技会に出場した後、東京都陸上競技連盟から国体出場の通知を受けたこともある。しかし大学陸上部は2年で退部。足を怪我したことや、当時バンド活動で十分稼げるようになっていたからだという。バンドではボーカルとベースを担当、デパートの屋上のビアガーデンでビートルズの曲を演奏するアルバイトをやっていた。幼い頃から吃音症に悩まされ、また秋田出身であることから訛りもひどかったこともあり後にアナウンサー職に就いたのは、吃音を克服するため、あえて喋ることを仕事とする道を志したためであるという。大学時代は当時盛んだった学生運動にも参画し天野貞祐学長の退陣を迫ったのにも関わらず面接では天野を称賛した。また小倉曰くフジテレビを落とされた原因の一つは「支持政党を日本社会党。と正直に答えたから。」であるといい、東京12チャンネルの面接では「自由民主党支持。」を明言したという。当時の獨協大学は開学して日が浅く知名度も高いとは言えず就職活動にも苦労したため、東京12チャンネル入社後は獨協大学の後輩を採用するように人事に頼んだ。
就職活動のアナウンサー試験では文化放送は1次選考、フジテレビは最終選考で不合格。東京12チャンネルのアナウンサー職で合格・採用。入社試験に合格した決め手は、フリートーク試験のお題が競馬だったからだと言う（当時東京12チャンネルが、競馬のアナウンサーが欲しかったみたいだったからとも話している）。よく似た経歴の持ち主に、元秋田テレビアナウンサーの鈴木陽悦がいる。なお、この時フジで採用されたのは大川和彦と須田哲夫で、また、東京12チャンネルでの同期は藤吉次郎と川島真理子であった。

### 職務経歴

#### 東京12チャンネルアナウンサー
1970年4月、東京12チャンネルにアナウンサーとして入社。高校生の頃は東京都府中市に住んでいたことで当時から競馬をやっていたため、競馬に詳しかったことから『競馬中継』実況アナウンサーとして活躍し、毎週土曜日午後のワイド番組『ザ・ロンゲストショー』の中で競馬中継を担当した。予てから小倉の実力を認めていた山城新伍が司会を務める『独占!男の時間』にも起用された。競馬ファンから「競馬中継なら小倉」と言わしめるほどであったという。
しかしながら、競馬実況アナウンサーとして周囲より早く出世したことや、後輩への競馬実況術を指導したことが当時のスタッフや同僚アナウンサーから反感を買い、さらに当時人気番組である一方で「ワースト番組」上位にも挙げられ、自身も裸の女性で実況中継するなどで出演していた『独占!男の時間』への出演を巡り、上層部と衝突を起こすようになる。

#### フリーアナウンサー転身
大橋巨泉が『大橋巨泉の日曜競馬ニッポン』（ニッポン放送）をスタートさせるにあたり小倉を起用することを決め、巨泉のスカウトに乗る形で29歳のときに東京12チャンネルを退社し、フリーアナウンサーとして大橋巨泉事務所（現：オーケープロダクション）に所属した。このとき前妻と離婚した。フリーランス転身後は仕事が入らず鳴かず飛ばずの状態が続いた。当時について小倉は「税金なんか当たり前、養育費も公共料金の支払いも滞納が続いた」「質屋と古本屋には本当にお世話になった」という状態が続き、電気・ガス・水道は止められ、電車賃が払えずアパートまで歩いて帰宅し、電車賃を工面するため開店前の古本屋を叩き起こしては本を売り現金化する日々が続いた。「前妻の父が学者で、本を出すのに金がかかるから」「子供の指の手術代に」などと理由を付けて同僚から金を借りたこともあった。時折、父親から食べ物の差し入れがアパートのドアノブに引っ掛けてあり飢えを凌いだ。また、給料の前借りが日常的であったことから「バンスの小倉」とあだ名を付けられた。
その後、古巣であるテレビ東京の『タミヤRCカーグランプリ』での軽快で個性的なナレーション（自称「小倉のお兄さん」）で小中学生からの注目を集め、さらに『小川宏ショー』のリポーター、『アイ・アイゲーム』（フジテレビ）や『世界まるごとHOWマッチ』（毎日放送）のナレーションが転機となる。『RCカーグランプリ』や『HOWマッチ』では甲高い声と早口で洒脱なナレーションで名前を知られた。当時のキャッチフレーズは “七色の声を持つナレーター”　であった。
また、ラジオパーソナリティとしても頭角を現し、文化放送『とことん気になる11時』（1984年 - 1987年）、『小倉智昭の時計の針はいま何時』（1987年 - 1991年）、『小倉智昭のニュースアタックル』、『小倉智昭の夕焼けアタックル』（1992年 - 1999年）など、平日帯の生ワイド番組のパーソナリティを長期に渡って務めた。
フリー転身後もしばらくの間は、公営競技のレース実況を手掛けており、競馬以外でも日本選手権オートレース（第10回、第13回）、第36回日本選手権競輪などで実況を担当している。

#### 司会者として
ラジオパーソナリティでの話術ぶりを評価され、『キャッチ』（日本テレビ、1989年 - 1992年）、『ジョーダンじゃない!?』（フジテレビ、1992年 - 1993年）、『どうーなってるの?!』（フジテレビ、1993年 - 1999年）などのワイドショーに次々に総合司会で起用され、着実に足場を固めて行く。
そして1999年4月から2021年3月まで『情報プレゼンター とくダネ!』（フジテレビ）の総合司会を務め、その地位を確実なものにした。大学生の頃、就職活動真っ只中の1970年、小倉の第一志望はフジテレビジョンであり、入社したら朝のワイドショーを担当したいと入社面接時に話していたが不合格に終わったため、『28年来の願いが叶った』と、番組スタートの記者会見の場で語った。
『とくダネ!』の裏番組だった『はなまるマーケット』（TBS）には出演できなかったため、2000年に『はなまるマーケット』の姉妹番組として深夜に放映された『ウラまるカフェ』（TBS）にゲスト出演して薬丸裕英との共演を果たしている。同じく、『とくダネ!』の裏番組『あさイチ』（NHK総合テレビ）を強く意識していると述べていた。『あさイチ』の初代メインキャスターを務めた有働由美子（元NHKアナウンサー）とは、コンサートで顔を合わせることもあるが、あまり口を利かないという。小倉は有働をライバル視していた。小倉が2017年5月30日放送のNHK総合テレビ『ごごナマ』で有働のことをライバルと公言した後、有働は小倉に「ライバルなんて言っていただいて光栄です」と手紙を送った。小倉はこの手紙を宝物として飾っている。また、2010年春にNHKが行った総合テレビにおける『連続テレビ小説』の放送時間を8時15分から8時に繰り上げた改編に不満を持っている。
マラソンに対する造詣は深く、フジテレビ系列のマラソン中継（北海道、大阪・名古屋の両女子と東京、並びに国際千葉駅伝）のゲスト兼応援団長をダブルで出演している。

#### がんとの闘病
2016年5月13日、初期の膀胱がんを公表し、翌週の5月16日から手術のため1週間休養。17日手術、21日に退院し、23日に番組復帰を果たす。
2016年7月28日、『とくダネ!』の放送回数が4452回となり、同一司会者による全国ネット情報番組としての最多放送回数を達成した。
2018年11月5日放送の『とくダネ!』で、同週いっぱい休養することを報告するとともに、膀胱がんによる膀胱全摘手術をすることを明かした。11月12日にいったん復帰。11月26日放送の『とくダネ!』で、膀胱全摘出、代用膀胱造設手術を行うため翌27日から長期休養に入ることを明かした。
2019年1月7日、予後が良好であるとして予定より1か月早く『とくダネ!』に復帰。
2021年3月26日をもって『とくダネ!』が放送を終了。22年間の歴史に幕を閉じ、小倉自身も帯番組の総合司会を勇退した。後継番組は谷原章介と永島優美が初代総合司会を務める『めざまし8』。
2021年7月13日、フジテレビの「東京五輪　情報スペシャルキャスター」への就任が発表された。番組の枠を超え、大会期間中、フジテレビの情報番組で五輪情報を伝える。
2021年9月25日、『とくダネ』卒業後、初MCとなるトーク番組『小倉ベース』に出演。『とくダネ』の1コーナーだった企画のスペシャル版で上戸彩、池田エライザ、カズレーザーをゲストに招き、トークを展開した。
2021年10月4日、がんが肺に転移し「ステージ4」の状態であることを公表。入院して抗がん剤治療を行いながら、その後も最晩年まで仕事もこなしていた。

#### 死去
2024年12月9日15時8分、膀胱がんのため、東京都練馬区の自宅で死去した。77歳没。11月23日放送の『小倉ベース』では元気な姿を見せていたが、その後不調を訴え千葉県柏市内の病院に入院していた。夫人によれば、12月4日の時点でがんが膀胱から肺、腎臓、骨盤、腰椎、骨盤さらに髄膜まで広範囲に転移しており、病院から治療の手立てがないと宣告されていた。同月6日に自宅に戻り、緩和医療を受けるとともに、夫人、マネージャーや介護スタッフにより24時間交代で介護を受けていたという。臨終は夫人により看取られている。
同月14日、フジテレビにおいて『小倉智昭さん追悼特別番組』が放送された。22年間メインキャスターを務めた『とくダネ!』を中心としたフジテレビアーカイブに収められた数々の映像や放送される事がなかったオフショットなどを基にした内容が放映された。ナレーターは生前に仕事を共にした笠井信輔、佐々木恭子、伊藤利尋、梅津弥英子が担当している。この番組内では同年5月に喜寿を祝う会の様子も放映されたが、挨拶で小倉は同年1月に医師から余命1年半の宣告を受けていたことが明らかになっている。

### 経営関連の仕事
旧所属のオーケープロダクションで取締役を務めていたほか、小倉智昭オリジナルブランド「O-GLAND（オーグランド）」の販売なども行っている、グッズ企画や販売、輸出入を事業とする商社『バイオテクニカ』の代表取締役を務めている。
2021年4月8日、テレビの全録ハードディスクレコーダーの企画・開発などを手掛ける株式会社PTPの社外取締役に就任。
飲食店経営
大橋巨泉に「タレントは使い捨てだから、いつ捨てられても生活していけるように事業を起こせ」と助言され、上記以外にも焼肉店を経営している他、北海道石狩郡当別町にあるラーメン店「なかむら」をのれん分けしてもらい、自らも出資してオーナーとなっており、現在、中野坂上とワイキキに出店している（なお中野坂上店は、1階にあったラーメン店を廃業し、階上にあった同名の焼肉店を階下に店舗拡張している）。

## 人物

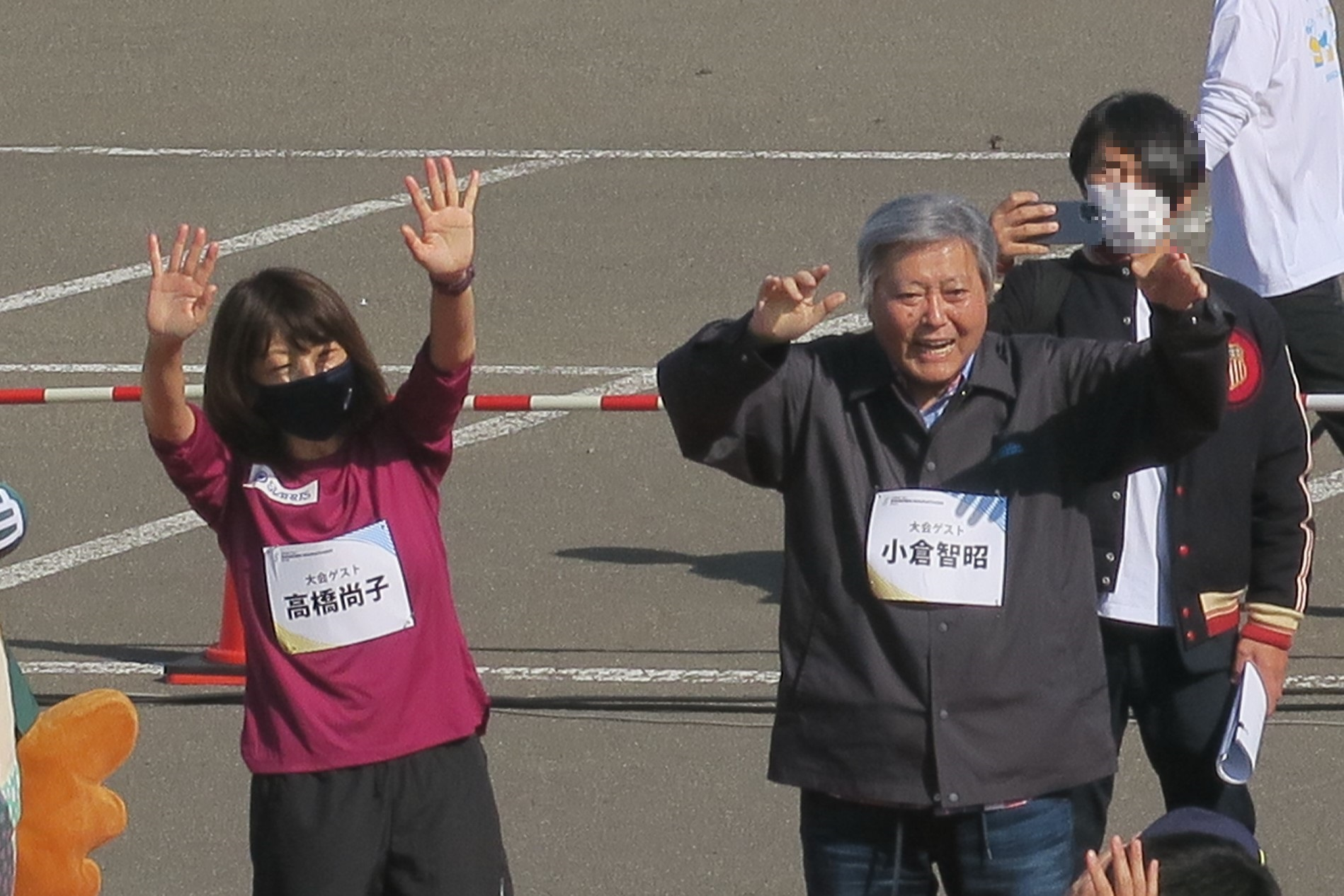
高橋尚子と（2022年10月、当別スウェーデンマラソンにて）

### 身体情報
- 身長173 cm[38]。体重75 kg。
- 血液型B型[38]。

### 趣味・嗜好・特技
- 趣味、特技はゴルフ。ビジネス誌『週刊東洋経済』にてコラム「ゴルフざんまい」を月に一度の間隔で連載した。
- 学生時代はクレー射撃、スキーも得意にしていた頃があった[10]。
- かつてはヘビースモーカーであったが、2003年から禁煙をしており体調管理に努めている[39]。
- オーディオマニアとして知られており、CDは毎日3枚、DVDは1枚視聴することを自らに対するノルマとしている。「とくダネ」終了後にNetflixに加入した[40]。また、自宅や北海道にAVルームを所有しており、THXマークをクレジットすることをホームシアターとしては日本で初めて個人で許されている。オーディオマニアであることから秋葉原にもよく通い、秋葉原ラジオ会館の閉鎖が決定したときはラジオ会館の思い出を綴った。また、HD機を4台持っているという[41][42]。カラヤン指揮のベートヴェン第九交響曲のガラスCD（販売価格20万円）を所有していたことでも有名[43]。
- 好きな音楽ジャンルに関しては、2008年9月26日の『とくダネ!』の「小倉智昭の週刊!エンタ☆マイスター」でブリッティッシュロックやプログレッシブ・ロックが好きだと発言した[44]。また、同日の同コーナーで生ゲスト出演したポール・アンカは、青春時代に聞いていたようで来て早々ハグしている[44]。
- 60歳手前（2006年頃）から趣味としてドラムを始めており、自宅にはドラムセットが設置されている。この部屋の模様は、2007年11月23日放送の『とくダネ!』のおやじバンド特集で紹介されており、ギターなどほかの楽器も置かれている。2008年4月23日放送の『とくダネ!』で9歳のジャズドラマー、鬼束大我が本日メジャーデビューしたことが紹介され、スタジオで生演奏を披露した際にも、ドラムをしていることを公表した。さらに、2012年1月1日に日本テレビで放送された世界1のSHOWタイム〜ギャラを決めるのはアナタ〜で、元カシオペアのドラマー、神保彰の「自称追っかけ」であることを明かし、自らのリクエストによって神保が出演し、ドラムを披露している。
- プロ野球・埼玉西武ライオンズの大ファンであり、清原和博のファンでもある。西武ドームのシーズンシートを購入している。2009年には本拠地開幕戦始球式に参加した。プロ野球のクライマックスシリーズ（CS）には消極的な考えである。
- 『ごごナマ』出演時、午後の各局情報番組をチェックしていることを明かし、「それぞれ個性があって面白い」と発言。
- 猫舌の人に偏見がある[45]。

### 交友関係
- アニメソング歌手の水木一郎とは中学の同級生で、一緒に漫才をしたこともあるという。2010年12月11日放送の「小倉智昭のラジオサーキット」（ニッポン放送）にゲスト出演し、同窓会トークを繰り広げた。2011年10月9日放送の「ウチくる!?」（フジテレビ）に水木一郎がゲスト出演した際は、小倉智昭との中学時代のエピソードを話した[46]。
- 地元の秋田テレビに在籍していた鈴木陽悦は同郷で高清水小学校、中央大附属高校の後輩にあたる。
- 俳優の西田敏行、市村正親、萩原流行とは友人であり、小倉はさんまのまんま（1998年5月5日、関西テレビ）に萩原と2人でゲスト出演した事がある。所属事務所入りを手助けしたこともあり、2015年4月23日のとくダネで前日交通事故で亡くなった萩原について「非常にショックです。僕は、彼の芸能界の少ない友人でした。家もそばなので今朝早く、彼の家の前で手を合わせてきました。こんな形で彼の事故を伝えることになるとは…」とコメントした[47]。
- 日高晤郎とも長い付き合いがあり、小倉の結婚式の司会は日高が務めた。2018年4月4日放送の『とくダネ!』のエンディングでは前日に他界した日高の訃報に触れ、追悼のコメントをした[48]。
- 小倉智昭の夕焼けアタックルを通じて野村邦丸とも親交が深い[49]。
- 小倉と同い年で、誕生日も一週間違いで、テレビ東京アナウンサー時代から親交もある寺尾聰とも長く、お互い「智昭」「聰」と呼び会う間柄。自身が総合司会を務めていた『とくダネ!』にも2021年3月26日放送の最終回ではサプライズでゲスト出演した。『とくダネ!』でも数回ゲストとしても出演経験もあり、プライベートでもゴルフ仲間としてでなく音楽仲間としても交流がある。
- シンガーソングライターの絢香のファンでもあり、自称「お父さん」を公言している。絢香が活動休止の最中、2010年9月20日に絢香の夫で俳優の水嶋ヒロが執筆活動専念のため、所属事務所・研音[注 12]を退社・俳優業引退の方向とメディアに報じられた際、絢香は小倉に、水嶋は執筆活動などと共に俳優業を続ける意向であるとし、2人は事実と異なる報道に困惑しているとの趣のメールを送り、このメールの内容を小倉は23日放送分の『とくダネ!』で公開した[50]。また、水嶋の引退を報じたメディアは2010年9月20日時点で絢香が研音にまだ所属中ということになっていたが、絢香が小倉に送ったメールの中には活動休止前最後のステージとなった2009年12月31日のNHK『第60回NHK紅白歌合戦』終了後に研音を退社していたとのことで、実際は絢香のメールでの発言通りだったことも判明した。
- WaTとも親しく、番組でも共演した嵐とは交流があり、彼らのライブにも行っていた。
- サンドウィッチマンの伊達みきおとも交流があり、2021年に伊達が自身と同じ膀胱癌の手術を受けた際にはメールで禁煙を促している[51]。
- THE JAYWALKが好きで、中村耕一と交流もあって曲も好きだったが、小倉が「とくダネ！」を放送していた時に中村が覚せい剤取締法違反で逮捕され、その一報が来て、「嘘だろ！」っと試写会で語っていた。中村が逮捕された一報が「とくダネ！」に来てから『はじまりの日』の試写会まで14年間連絡も取れずに悩み続けて会えなかったが、14年間の時を経て、映画の試写会で再会を果たした[52]。

### 家族
- 1976年のフリー転身当時、最初の妻と離婚。
- 38歳の時、15歳年下の女性(さゆり夫人)と再婚（当時女子大生で大学卒業と同時に結婚）。極秘挙式の際には大橋巨泉夫妻が仲人となっている。
- 最初の妻との間に息子が1人いるが、現在の妻との間にはいない。

### 闘病
2016年に68歳で膀胱がんを発症。2021年には膀胱がんが肺に転移。ステージ4となる。発症後の2年間は、内視鏡手術を避けていたが、その理由について2021年6月7日に公開された同じくがんで闘病経験のある笠井信輔との対談で、膀胱を全摘するときに前立腺も精嚢も勃起神経も切れるので、性生活はあきらめるよう医師に告げられたが、小倉は性欲が人並外れて強かったため、未練があった。しかし、手術後1年経過したときに、相変わらず性欲が強く、男性ホルモンはなくなってはおらず、勃起神経はなくなっているために勃起はしないが、「いける」ことに気付き医師に尋ねたところ、「実は射精神経は切ってない」と言われた。精嚢はないから精子は作れないが、興奮し射精と同じような気分を味わうことができるとわかったという。小倉はこれを「朗報」だとトークで包み隠さず公開した。

## エピソード
オリンピック
1997年5月にTBSテレビで放送された『そこが知りたい』（アナウンサーを取り上げた回）では、夢はオリンピックの実況と語っていた。2000年のシドニーオリンピックは弾丸ツアーに参加してまで観戦。2008年の北京オリンピックでは、フジテレビから派遣されて現地で生観戦し、日本がメダルを獲得した25種目のうち24種目を生観戦し、金メダルは全て生で見たという。
1964年の東京オリンピックで、聖火ランナーを務めた（高校2年生、東京都府中市）。
かつらの着用
30代で糖尿病を発症し、その治療の影響もあって薄毛となり、かつらを装着するようになったことは講演会などでカミングアウト済みである。講演などではかつらを外すこともあるが、「テレビやラジオで取り立てて言うことではない」として、既に公表済みという姿勢を貫いている。
『週刊文春』はかつらについて2度記事に取り上げ、2度目の際には「10年前にも同じ質問したでしょ」と小倉からたしなめられている。
2002年、『週刊文春』1月31日号の「阿川佐和子のこの人に会いたい」でかつら着用について「別に隠してもいないし、皆知ってますよ」「ズレたりなんかしないし、長いのとか短いのとか持ってませんよ。僕は総かつらじゃないんだから（笑）。ほとんどが自分の髪なんだから」「ちゃんと1ヶ月に1回、美容院行って髪は切ってるし、スッポリ被ってるわけじゃないですよ」と語った。
2003年、『とくダネ!』のオープニング（同年3月28日放映）で、頭を下げて挨拶をした時にかつらがとれたという動画が流れ、東京スポーツの一面に載る程にまで話題となった。実際に生放送中に外れたことは無く、動画作成者が手を加えたものである。
2024年2月、同月に刊行された『本音』（古市憲寿著）において、自身のかつらをネタにして弄ったお笑いタレントに対して批判している。
コンタクトレンズと白内障手術
仕事中はほとんどコンタクトレンズを装着しているため、それについての話題になると熱くなる傾向がある。ただし、2012年4月6日に両眼の白内障手術を受けたことを明らかにし、現在は裸眼で両眼とも視力が1.5に回復したことを語っている。
庄司哲郎への資金提供疑惑
『週刊文春』（2016年9月8日号）に覚醒剤取締法違反（所持）容疑で逮捕された庄司哲郎に小倉が資金提供をしていたと報じられた。小倉は資金援助をしていたわけではなく、画家としての庄司の才能に惚れ込んでいたため絵画を購入して応援していたと釈明し、結果的に自身が覚醒剤の資金源となっていたことについては「つらい…自分のがん告知より悲しかった」と思いを語った。

## 発言
メジャー移籍した上原への発言
2009年4月9日『とくダネ!』の放送中、ボルチモア・オリオールズに移籍した上原浩治投手の初登板を中継していた場面で、「オレ、上原って、1シーズン（昨シーズン?）は自分で演出してダメになってたと思うんだよね」との発言し、翌10日のオープニングでも「巨人は出してくれなかった。それでちょっと腐っちゃったな」と勝手な自説を展開し、「ボルティモアはとっても安い買い物をした」と語った。
島田紳助電撃引退に絡んでの発言
2011年8月24日放送分の『とくダネ!』では、右翼団体との間のトラブル解決をきっかけとした暴力団関係者との交際発覚で前日に芸能界引退を発表した島田紳助に絡み、「皆さんの周辺でも、知らないうちにそういう人が解決してくれるってことは起こるはず」「ダメなこととは分かってても、それしか解決方法がなかった、って人はいると思うのね」と、反社会勢力を容認するとも受け取れる発言をしたことで、ネット掲示板などで批判が多数寄せられた。8月26日、番組内で釈明の上、「誤解があったら申し訳ない」と謝罪した。
安倍晋三に対する発言
2012年9月27日に『とくダネ!』の放送の中で、「潰瘍性大腸炎」(全国に11万人以上の患者がいる厚生労働省指定の難病)の悪化で2007年9月12日に辞任した安倍晋三（内閣総理大臣第1期時代、病気を理由に辞任）の自民党総裁選出馬について、共演者の田中雅子が「辞め方が...。1年で、もうお腹痛くなっちゃって辞めちゃったということで…」と発言し、この発言に続けて小倉が「（安倍の2007年の病気による辞任は）ちょっと子供みたいだったと思うよ」と発言し、続けて田中は「そうなんで すよ、そうなんですよ」と発言した。小倉と田中が、厚生労働省指定の「難病」である潰瘍性大腸炎を、単なる「腹痛」と軽視して、潰瘍性大腸炎に罹患する患者全体に対する誤解を生む差別的発言をしたことに対して、「好き好んで病気になる人がいますか?」「難病だし、苦しんでる人がいるのに」「同じ病気の私は複雑な気持ち」といった批判や疑問が相次いだ。
同年10月1日同番組の放送で、「さて、ここでお詫びをさせていただきたいと思います。先週の木曜日、自民党の安倍新総裁の体調に触れた際、潰瘍性大腸炎という難病であるにもかかわらず不適切な表現をしてしまいました。もちろん、病気に苦しむ方を傷つけるつもりはありませんでした。お詫びをさせていただきます。」と謝罪した。
体罰に関しての見解の報道
J-CASTテレビウォッチは、2013年1月11日付の配信記事で、大阪市立桜宮高校のバスケットボール部に所属する生徒が自殺した問題に関して、『スポーツに一家言持つ小倉智昭キャスターはそうしたコメンテイターたちに比べると「規律重視」派のようだ。けさは「勝つことを目指すのは人格形成に役立つ」と勝利志向主義の意義を力強く訴え、別の段では、体罰について「もちろんよくないが、目をつぶってもいいんじゃないという体罰もあるかもしれない」と、一定の宥和的な態度を示した』と、小倉の体罰に関する見解を消極的容認派ではないかという解釈のもと、報道した。
レディー・ガガに対しての発言
2014年12月3日の『とくダネ!』海外ニュースコーナーでは、レディー・ガガが過去に披露した奇抜な衣装をVTRで紹介。小倉は呆れ顔で「名前変えたほうがいいよ。レディー・バガ」とばっさり。これには、ガガファンや一部視聴者が、不快感を露わに。ネット上では「『とくダネ!』が、ガガ様を嘲笑ってる」「小倉に謝ってほしい」「小倉ってそんなに偉いんですか?」といった声が見受けられた。
共演者に対する発言
2020年9月17日の「とくダネ」で、HSPに関する特集の際、チェックリストの一部に該当した共演者に対し「嘘つきなの？」と発言し、SNSを中心に批判が相次いだ。

## 出演番組

### テレビ
報道・情報ワイドショー番組
| 期間                                       | 期間                                       | 番組名                                       | 役職                 |
| ------------------------------------------ | ------------------------------------------ | -------------------------------------------- | -------------------- |
| 東京12チャンネル（現：テレビ東京）在籍時代 | 東京12チャンネル（現：テレビ東京）在籍時代 | ザ・ロンゲストショー                         | 競馬中継実況担当     |
| 東京12チャンネル退社後                     | 東京12チャンネル退社後                     | 小川宏ショー（フジテレビ）                   | レポーター           |
| 1980年1月                                  | 1980年9月                                  | ニューストレイン出発進行（東京12チャンネル） | メインキャスター     |
| 1982年3月                                  | 1989年6月                                  | パソコンサンデー（テレビ大阪）               | 司会                 |
| 1985年10月6日                              | 1986年3月30日                              | スポーツ特Q（フジテレビ）                    | 司会                 |
| 1986年4月                                  | 1986年9月                                  | TONでネットワーク（テレビ東京）              | 総合司会             |
| 1989年10月2日                              | 1992年3月27日                              | キャッチ（日本テレビ）                       | 司会                 |
| 1992年4月6日                               | 1993年4月2日                               | ジョーダンじゃない!?（フジテレビ）           | 司会                 |
| 1993年4月5日                               | 1999年3月31日                              | どうーなってるの?!（フジテレビ）             | 司会                 |
| 1999年4月1日                               | 2021年3月26日                              | 情報プレゼンター とくダネ!（フジテレビ）     | 司会                 |
| 2000年4月21日                              | 2000年9月15日                              | しらばかプラス（フジテレビ）                 | 司会                 |
| 2000年10月20日                             | 2001年3月23日                              | まかせて!!エキスパ（フジテレビ）             | 司会                 |
| 2003年2月4日                               | 2004年2月27日                              | とくダネ!発 GO-ガイ!（フジテレビ）           | 司会                 |
| 2004年4月                                  | 2007年3月                                  | いまどき!ごはん（テレビ朝日）                | 司会                 |
| 2006年10月7日                              | 2008年6月28日                              | ハッケン!!（フジテレビ） ※一部地域のみ放送   | 司会                 |
| 2008年7月                                  | 2009年9月                                  | サキヨミ（フジテレビ）                       | ゲストコメンテーター |
| 2021年4月11日                              | 2024年11月頃                               | そこまで言って委員会NP（読売テレビ）         | パネリスト出演       |

バラエティ・クイズ関連・教養・特別番組・その他
- オーディオ入門（NHK教育）
- 勝ち抜き腕相撲 (東京12チャンネル1975年)実況アナウンサー
- 独占!男の時間（東京12チャンネル）
- サタデーナイトショー（テレビ東京）ナレーション
- ぐんま・雷・からっ風（群馬テレビ）
- アイ・アイゲーム（フジテレビ）※オープニング・ナレーション
- ヤンヤン歌うスタジオ（テレビ東京）※一時期ナレーション
- 世界のプロレス（テレビ東京）ナレーション
- 世界まるごとHOWマッチ（毎日放送）ナレーション
- 巨泉のこんなモノいらない!?（日本テレビ） ナレーション ※巨泉夏休み中は代行司会も担当
- 紅白そっくり大賞（フジテレビ）※ナレーション
- キモチいい恋したい! 最終話 (フジテレビ、1990年9月24日) - ナレーション
- 世界バリバリ★バリュー（毎日放送）※一時代行司会を担当[69]
- タミヤRCカーグランプリ（テレビ東京）※初代ナレーション（2代目は関口伸が担当）
- メトロポリタンジャーニー（フジテレビ、旅の提案者「チーフトラベルプランナー」）
- せきらら白書（テレビ朝日）
- こんな学園みたことない!（よみうりテレビ）※ナレーション
- 衝撃の映像クラッシュ（TBS）※ナレーション
- 闘え!脳筋カップルズ（朝日放送）
- 不思議な世界!→やっぱり不思議!?（テレビ東京）
- 爆発ホンネ修羅バトル（テレビ東京）
- 金ロマン人生いろいろ（フジテレビ）
- 痛快!知らぬはオトコばかりなり（フジテレビ）
- しらばかッ!!（フジテレビ）
- わけありバラエティー みんなのヒミツ（フジテレビ）
- 絶品!地球まるかじり（テレビ東京）
- 明治政府の遺産 海底に眠るニール号の謎（テレビ静岡、2007年8月5日）
- オジサンズ11（日本テレビ、2007年10月15日 - 2008年9月8日）
- わかるテレビ（フジテレビ）天の声
- 嵐の宿題くん（日本テレビ）[69]
- 小倉智昭の特命調査隊!国民は怒っているぞ!血税バラまき真相SP（テレビ朝日）
- デッドエイジ（フジテレビ）
- 人生が変わる1分間の深イイ話（日本テレビ）
- 走れ青春 42.195キロ 涙と汗のマラソン野郎（テレビ東京、1984年4月11日）※開局20周年特別企画ドラマ
- TOKYOエアポート〜東京空港管制保安部〜（フジテレビ、2012年　第9話ゲスト） - 上本仁史 役
- 小倉・住吉のおスミつき!（BS朝日、2012年4月 - 2013年3月）
- 小倉智昭・住吉美紀の音楽夜話（BS朝日、2013年4月 - 9月）
- 土曜プレミアム 一千兆円の身代金（フジテレビ、2015年） - 本人 役
- 国際千葉駅伝（フジテレビ）
- ヨルタモリ（フジテレビ）筋肉プレゼンター すじダネ!のMC
- 恋するクラシック（BS日テレ、2018年4月2日 - 2019年3月25日）
- 小倉ベース（フジテレビ、2021年9月25日 - 2024年11月23日）[69]

### ラジオ
- 大橋巨泉の日曜競馬ニッポン（ニッポン放送、レース実況）
- とことん気になる11時（文化放送、1984年4月2日 - 1987年4月3日）[2]
- 小倉智昭の時計の針はいま何時（文化放送、1987年 - 1991年）
- 小倉智昭の丸出し好奇心（STVラジオ、1991年10月6日 -  1992年4月5日[70]）
- 小倉智昭のニュースアタックル（文化放送、1992年）
- 小倉智昭の夕焼けアタックル（文化放送、1992年 - 1999年）
- 小倉智昭のラジオサーキット （ニッポン放送、2006年 - 2012年）
- 小倉智昭のオールナイトニッポンGOLD（ニッポン放送、2015年6月12日）
- くにまるジャパン 極（文化放送、2016年10月 - 2021年10月） - 月1回レギュラー出演[注 13]
- Changeの瞬間 〜がんサバイバーストーリー〜 （2021年8月1日、8月8日。朝日放送ラジオ）[71]

## 映画
- 旅の贈りもの 0:00発（2006年）（ラジオのアナウンサー）
- 犬とあなたの物語 いぬのえいが（2011年）（愛犬家・鈴木さん役）

### 吹き替え
- Mr.インクレディブル（2004年）（米ディズニーアニメ、ギルバート・ハフ役）

### 本人役
- UDON（2006年）（劇中で讃岐うどんブームの紹介をする「とくダネ!」のオープニングシーン）

## テレビドラマ
- 噂の刑事トミーとマツ 第32話「ああ! トミマツの4回戦ボーイ」（1980年、TBS / 大映テレビ） - リングアナウンサー 役
- こんな学園みたことない!（1987年、読売テレビ / IVSテレビ制作）- ナレーター
- 木曜劇場 非婚家族（フジテレビ、2001年　第1話ゲスト） - 影山部長役
- サザエさん（フジテレビ、2011年1月2日・2013年12月1日） - 専務（波平の上司） 役
- ガリレオ 第2シーズン（フジテレビ、2013年 第9話ゲスト） - 本人 役
- Chef〜三ツ星の給食〜（2016年） ‐ 本人役

## アニメーション
- ジャングル大帝 勇気が未来をかえる（2009年、フジテレビ テレビスペシャル）（ドルフ役）

### インターネット放送
- 週刊 小倉智昭〜担当者でてこい!〜 （Bee TV）

## CM
1980年代はナレーションを務めたCMが多かったが、1990年代以降は顔出し出演のCMが多くなった。主な出演CMは下記のとおり。
- エスビー食品
  - 「シチュー・ド・北海道」（1984年）
- カシオ計算機
  - 「弾けますとーん」（1984年、ナレーション） - 映画『グレムリン』のギズモが出演したCM。小倉は同CMで姉妹品の「メロピック」も宣伝している。
- 志乃ぶ寿司
  - 「おにぎりQ」（1984年、ナレーション〈関西ローカル〉。15秒版で関西弁を披露したが、30秒版は標準語のナレーションであった[注 14]）
- 日本電装（現デンソー）
  - 「デンソーカーエアコン」（1984年、ナレーション。出演：小西博之、マリアン）
- 東京ガス
  - 「屋外設置型給湯機」（1985年、ナレーション〈関東ローカル〉。狭い浴槽に入浴中の親子の様子を実況）
- 雪印乳業（現雪印メグミルク）
  - 「湯上りアイス」（1986年、ナレーション。出演：志村香。「香の湯上りチェック」と題して放送[注 15]）
- 相乗温泉
  - 「あいのり温泉」（1988年、ナレーション兼実況。青森県ローカル）
- 社会保険庁
  - 「社会保険」（1994年、生島ヒロシ・森本毅郎と共演）
- 関西テレビ放送
  - 「ダイハツ アレグリア-新たなる光-」（2023年、日本公演のスペシャルサポーターを兼務）

ほか

## 競馬GI級競走実況歴
東京12チャンネル時代
- 皐月賞（1974年）[注 16]
- 日本ダービー（1974年）
- 菊花賞（1974年）
- 有馬記念（1974年）

## 競輪、オートレース実況歴
- 第36回日本選手権競輪（1983年）
- 日本選手権オートレース（1978年、1981年）